# Liste der Spieler mit einer PDC Tour Card (2012)
Die folgende Liste zeigt alle Spieler, welche sich eine PDC Tour Card für das Jahr 2012 sichern konnten und damit für alle Turniere der PDC Pro Tour 2012 teilnahmeberechtigt waren.

## Qualifikation
Um sich eine PDC Tour Card zu sichern, musste man eines der folgenden Kriterien erfüllen:
- Top 64 der PDC Order of Merit nach der PDC World Darts Championship 2012
- Finalistin der PDC Women’s World Darts Championship 2010
- Qualifikant auf der PDC Qualifying School am 13. bis 16. Januar 2011 (siehe: PDC Pro Tour 2011#Q-School)
- Finalist der PDC World Youth Championship 2011
- Top 2 der PDC Youth Tour Order of Merit
- Halbfinalist der BDO World Darts Championship 2012
- Qualifikant auf der PDC Qualifying School am 19. bis 22. Januar 2012 (siehe: PDC Pro Tour 2012#Q-School)

Mit Michael van Gerwen war einer der Finalisten der PDC World Youth Championship 2012 bereits in den Top 64 der Order of Merit. Auch vier Q-School-Sieger von 2011, Magnus Caris, Dave Chisnall, John Henderson und James Richardson, standen nach der WM in den Top 64.

### Abgelehnte Tour Cards
Die folgenden Spieler hatten die Möglichkeit eine Tour Card zu erhalten, haben das Angebot jedoch nicht angenommen oder ihre Tour Card abgegeben.
| Land               | Spieler        | Wäre qualifiziert über                    | Nachrücker              |
| ------------------ | -------------- | ----------------------------------------- | ----------------------- |
| Vereinigte Staaten | Stacy Bromberg | PDC Women’s World Darts Championship 2010 | Q-School Order of Merit |
| Niederlande        | Wesley Harms   | BDO World Darts Championship 2012         | Q-School Order of Merit |
| Niederlande        | Christian Kist | BDO World Darts Championship 2012         | Q-School Order of Merit |
| Irland             | Shane O’Connor | Q-School 2011                             | Q-School Order of Merit |
| England            | Tony O’Shea    | BDO World Darts Championship 2012         | Q-School Order of Merit |
| England            | Tricia Wright  | PDC Women’s World Darts Championship 2010 | Q-School Order of Merit |

## Liste
| Nr. | Land        | Spieler               | Qualifiziert als                  |
| --- | ----------- | --------------------- | --------------------------------- |
| 1   | Spanien     | Toni Alcinas          | Top 64 Order of Merit             |
| 2   | Schottland  | Gary Anderson         | Top 64 Order of Merit             |
| 3   | Deutschland | Jyhan Artut           | Top 64 Order of Merit             |
| 4   | England     | Tony Ayres            | Top 64 Order of Merit             |
| 5   | England     | Paul Barham           | PDC Youth Tour                    |
| 6   | England     | Michael Barnard       | Q-School 2012                     |
| 7   | Niederlande | Raymond van Barneveld | Top 64 Order of Merit             |
| 8   | Wales       | Barrie Bates          | Top 64 Order of Merit             |
| 9   | England     | Ronnie Baxter         | Top 64 Order of Merit             |
| 10  | England     | Steve Beaton          | Top 64 Order of Merit             |
| 11  | England     | John Bowles           | Q-School 2012                     |
| 12  | England     | Andy Brown            | Q-School 2011                     |
| 13  | England     | Keegan Brown          | Q-School 2012                     |
| 14  | England     | Steve Brown           | Top 64 Order of Merit             |
| 15  | England     | Gary Butcher          | Q-School 2012                     |
| 16  | Wales       | Richie Burnett        | Top 64 Order of Merit             |
| 17  | Schweden    | Magnus Caris          | Top 64 Order of Merit             |
| 18  | England     | Jamie Caven           | Top 64 Order of Merit             |
| 19  | England     | Dave Chisnall         | Top 64 Order of Merit             |
| 20  | England     | Matt Clark            | Q-School 2011                     |
| 21  | England     | Andrew Cornwall       | Q-School 2012                     |
| 22  | England     | Gaz Cousins           | Q-School 2012                     |
| 23  | England     | Jason Crawley         | Q-School 2011                     |
| 24  | England     | Joe Cullen            | Top 64 Order of Merit             |
| 25  | England     | Ken Dobson            | Q-School 2011                     |
| 26  | Nordirland  | Brendan Dolan         | Top 64 Order of Merit             |
| 27  | England     | Mark Dudbridge        | Top 64 Order of Merit             |
| 28  | England     | Matthew Edgar         | Q-School 2012                     |
| 29  | Wales       | Steve Evans           | Top 64 Order of Merit             |
| 30  | England     | Steve Farmer          | Top 64 Order of Merit             |
| 31  | Irland      | Connie Finnan         | Q-School 2012                     |
| 32  | England     | Nick Fullwell         | Q-School 2012                     |
| 33  | Niederlande | Michael van Gerwen    | Top 64 Order of Merit             |
| 34  | England     | Andrew Gilding        | Q-School 2012                     |
| 35  | England     | Adrian Gray           | Q-School 2012                     |
| 36  | England     | Shaun Griffiths       | Q-School 2011                     |
| 37  | England     | Steve Grubb           | Q-School 2012                     |
| 38  | England     | Johnny Haines         | Q-School 2012                     |
| 39  | England     | Andy Hamilton         | Top 64 Order of Merit             |
| 40  | England     | Ted Hankey            | BDO World Darts Championship 2012 |
| 41  | England     | Stephen Hardy         | Q-School 2012                     |
| 42  | Schottland  | John Henderson        | Top 64 Order of Merit             |
| 43  | England     | Nigel Heydon          | Top 64 Order of Merit             |
| 44  | England     | Steve Hine            | Top 64 Order of Merit             |
| 45  | England     | Richie Howson         | Q-School 2012                     |
| 46  | England     | James Hubbard         | PDC World Youth Championship 2012 |
| 47  | England     | Peter Hudson          | Q-School 2011                     |
| 48  | Belgien     | Kim Huybrechts        | Top 64 Order of Merit             |
| 49  | England     | Mark Hylton           | Top 64 Order of Merit             |
| 50  | England     | Matt Jackson          | Q-School 2011                     |
| 51  | England     | Andy Jenkins          | Q-School 2012                     |
| 52  | England     | Terry Jenkins         | Top 64 Order of Merit             |
| 53  | Indien      | Prakash Jiwa          | Q-School 2011                     |
| 54  | England     | Mark Jodrill          | Q-School 2011                     |
| 55  | England     | Mark Jones            | Q-School 2011                     |
| 56  | England     | Wayne Jones           | Top 64 Order of Merit             |
| 57  | England     | Ian Jopling           | Q-School 2011                     |
| 58  | England     | Stuart Kellett        | Q-School 2012                     |
| 59  | England     | Liam Kelly            | Q-School 2012                     |
| 60  | England     | Mervyn King           | Top 64 Order of Merit             |
| 61  | Niederlande | Jelle Klaasen         | Top 64 Order of Merit             |
| 62  | England     | Adrian Lewis          | Top 64 Order of Merit             |
| 63  | Wales       | Jamie Lewis           | Q-School 2012                     |
| 64  | England     | Tony Littleton        | Q-School 2012                     |
| 65  | England     | Colin Lloyd           | Top 64 Order of Merit             |
| 66  | England     | Steve Maish           | Top 64 Order of Merit             |
| 67  | England     | Jimmy Mann            | Q-School 2011                     |
| 68  | Nordirland  | Mickey Mansell        | Q-School 2011                     |
| 69  | England     | Kevin McDine          | Top 64 Order of Merit             |
| 70  | Irland      | Paddy Meaney          | Q-School 2012                     |
| 71  | Niederlande | Mareno Michels        | Q-School 2012                     |
| 72  | England     | Arron Monk            | Top 64 Order of Merit             |
| 73  | England     | Joe Murnan            | Q-School 2012                     |
| 74  | England     | Wes Newton            | Top 64 Order of Merit             |
| 75  | Australien  | Paul Nicholson        | Top 64 Order of Merit             |
| 76  | Irland      | William O’Connor      | Top 64 Order of Merit             |
| 77  | England     | Colin Osborne         | Top 64 Order of Merit             |
| 78  | England     | Denis Ovens           | Top 64 Order of Merit             |
| 79  | England     | Kevin Painter         | Top 64 Order of Merit             |
| 80  | Gibraltar   | Dyson Parody          | Q-School 2011                     |
| 81  | Kanada      | John Part             | Top 64 Order of Merit             |
| 82  | Wales       | Gareth Pass           | Q-School 2012                     |
| 83  | Südafrika   | Devon Petersen        | Q-School 2011                     |
| 84  | England     | Justin Pipe           | Top 64 Order of Merit             |
| 85  | England     | Dennis Priestley      | Top 64 Order of Merit             |
| 86  | England     | Scott Rand            | Top 64 Order of Merit             |
| 87  | England     | James Richardson      | Top 64 Order of Merit             |
| 88  | Belgien     | Kurt van de Rijck     | Q-School 2012                     |
| 89  | England     | Reece Robinson        | PDC Youth Tour                    |
| 90  | Deutschland | Bernd Roith           | Q-School 2012                     |
| 91  | Deutschland | Michael Rosenauer     | Q-School 2011                     |
| 92  | England     | Paul Rowley           | Q-School 2011                     |
| 93  | England     | Alex Roy              | Top 64 Order of Merit             |
| 94  | Niederlande | Roland Scholten       | Top 64 Order of Merit             |
| 95  | England     | John Scott            | Q-School 2012                     |
| 96  | England     | Kirk Shepherd         | Top 64 Order of Merit             |
| 97  | England     | Andy Smith            | Top 64 Order of Merit             |
| 98  | England     | Dave Smith            | Q-School 2012                     |
| 99  | England     | Dennis Smith          | Top 64 Order of Merit             |
| 100 | Kanada      | Jeff Smith            | Q-School 2012                     |
| 101 | England     | Michael Smith         | Top 64 Order of Merit             |
| 102 | England     | Ross Smith            | Q-School 2012                     |
| 103 | England     | Adam Smith-Neale      | Q-School 2011                     |
| 104 | England     | Daniel Starkey        | Q-School 2012                     |
| 105 | Schottland  | Keith Stephen         | Q-School 2012                     |
| 106 | Niederlande | Co Stompé             | Top 64 Order of Merit             |
| 107 | Österreich  | Mensur Suljović       | Top 64 Order of Merit             |
| 108 | England     | Alan Tabern           | Top 64 Order of Merit             |
| 109 | England     | Phil Taylor           | Top 64 Order of Merit             |
| 110 | England     | Terry Temple          | Q-School 2011                     |
| 111 | England     | Chris Thompson        | Top 64 Order of Merit             |
| 112 | Schottland  | Robert Thornton       | Top 64 Order of Merit             |
| 113 | England     | Mick Todd             | Q-School 2011                     |
| 114 | Niederlande | Vincent van der Voort | Top 64 Order of Merit             |
| 115 | Niederlande | Gino Vos              | Q-School 2012                     |
| 116 | England     | James Wade            | Top 64 Order of Merit             |
| 117 | Schottland  | Jim Walker            | Q-School 2012                     |
| 118 | Schottland  | Les Wallace           | Q-School 2012                     |
| 119 | England     | Mark Walsh            | Top 64 Order of Merit             |
| 120 | Wales       | Mark Webster          | Top 64 Order of Merit             |
| 121 | England     | Steve West            | Q-School 2012                     |
| 122 | England     | Tony West             | Q-School 2012                     |
| 123 | England     | Ian White             | Top 64 Order of Merit             |
| 124 | Australien  | Simon Whitlock        | Top 64 Order of Merit             |
| 125 | England     | Darren Whittingham    | Q-School 2012                     |
| 126 | England     | Dean Winstanley       | Q-School 2012                     |
| 127 | England     | Brian Woods           | Q-School 2011                     |
| 128 | Schottland  | Peter Wright          | Top 64 Order of Merit             |

## Statistiken

### Tour Cards nach Nationen
| Nr. | Land        | Anzahl | Differenz zum Vorjahr |
| --- | ----------- | ------ | --------------------- |
| 1.  | England     | 87     | +5                    |
| 2.  | Niederlande | 8      | +2                    |
| 3.  | Schottland  | 7      | +3                    |
| 4.  | Wales       | 6      | +1                    |
| 5.  | Deutschland | 3      | −2                    |
| 6.  | Australien  | 2      | ±0                    |
| 6.  | Belgien     | 2      | +2                    |
| 6.  | Kanada      | 2      | −1                    |
| 6.  | Nordirland  | 2      | −1                    |
| 10. | Gibraltar   | 1      | −1                    |
| 10. | Indien      | 1      | ±0                    |
| 10. | Österreich  | 1      | ±0                    |
| 10. | Schweden    | 1      | ±0                    |
| 10. | Spanien     | 1      | −2                    |
| 10. | Südafrika   | 1      | ±0                    |
|     | 15 Nationen | 128    | 128                   |